# 鞍馬級巡洋戰艦
鞍馬級巡洋戰艦（くらま）是20世紀初期隸屬於大日本帝國海軍的裝甲巡洋艦艦級，同級艦共兩艘，分別為鞍馬號與伊吹號。本級艦建造於1904年至1905年間，其設計思維反映了日本海軍在日俄戰爭中所汲取的經驗；本級艦的設計目的是與戰艦並列而行，因此同級的兩艘艦均裝備了與現役日本戰艦火力同等、甚至更為強大的主砲。然而，由於戰鬥巡洋艦的發展在本級艦建造完成前越臻成熟，以致於當鞍馬號與其姊妹艦伊吹號下水時均因無法與裝甲更為優越、武裝更為完備且速度更快的他國戰鬥巡洋艦匹敵而變得過時。
兩艘艦在第一次世界大戰中均無多少建樹，且均未能成功獵捕德意志帝國海軍佈署於太平洋地區的東亞分艦隊與運輸船團。1923年同級艦兩艘均依照《華盛頓海軍條約》的規定被出售拆解。

## 設計與概述

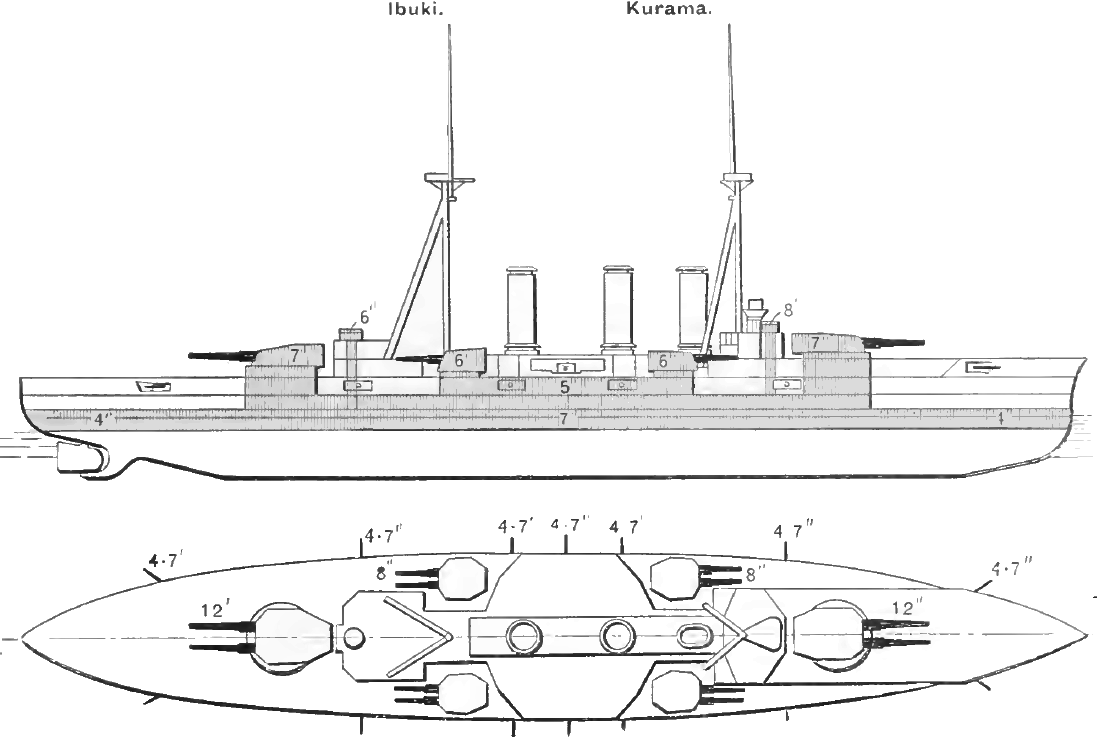
1915年的《布雷西海軍年鑑》中所展示的鞍馬型巡洋戰艦右視及俯視圖；陰影部分為裝甲布置。

鞍馬級巡洋戰艦於1905年1月31日由大日本帝國海軍下訂。然而，在動工前夕，該級艦被重新設計以裝載四個搭載203毫米艦砲的雙聯裝炮塔，而使設計中裝載12門152毫米單裝艦砲的早期設計則被捨棄。這項更動使得艦體也需一同加大以容納炮塔與更為有力的引擎，方能達到與筑波級巡洋戰艦相同的速度水準。
本級艦搭載了戰艦等級的艦砲，因此其火力遠遠超越當時相當現役的裝甲巡洋艦；此外，這種火力也意味著本級艦將與戰艦被編入同一個戰鬥序列中，並提供支援，其角色與日俄戰爭中的春日級裝甲巡洋艦在黃海海戰與對馬海峽海戰兩場戰鬥中的定位類似。雖然比起當代巡洋艦，鞍馬級要強大得多，但1908年問世的英國皇家海軍無敵級戰鬥巡洋艦卻裝備了8門305毫米艦砲，極速可達25節（46公里/小時），這導致鞍馬級甚至在尚未服役前便已顯得過時。本級艦於1912年被重新分類為戰鬥巡洋艦。
鞍馬級的艦體全長147.8公尺，垂標間距為137.2公尺，全寬23公尺，普通吃水深度為8公尺；普通排水量為14,871噸，滿載排水量則為15,845噸，比早期艦艇重了約910噸。艦上官兵共計845人。本級艦的穩心高度為0.902公尺。

### 推進系統
鞍馬級的兩艘同級艦均裝備了三段膨脹蒸氣發動機，不過由於伊吹號蒸汽發動機的瑕疵導致工程延宕，使其成為測試蒸氣渦輪發動機的良好平台。日本海軍向福爾河造船廠訂購了四組柯蒂斯式渦輪引擎，伊吹號與安藝號戰艦上各安裝了兩組。一個月後，日本海軍支付福爾河造船廠100,000美元以清償渦輪引擎的生產授權金。
伊吹號裝備了兩組渦輪引擎組，每組各驅動一支傳動軸，共可輸出24,000匹馬力（18,000千瓦），極速可達到22.5節（41.7公里/小時）。引擎所需的蒸氣來源由18座宮原式混燒鍋爐提供，其工作壓力可達17 kg/cm2 (1,667 kPa; 242 psi）；此外，船員會將重油潑灑在煤炭上來增加燃燒速率。伊吹號於1909年8月12日的首次海試時僅達到了20.87節（38.65公里/小時）的最大速度，結果令人不甚滿意；不過，引擎的最大輸出功率卻達到了27,353匹馬力（20,397千瓦）。渦輪發動機隨後被修改，螺旋槳也被更換以改善問題，但成效有限。伊吹號於1910年6月23日再次進行海試，當日達到了21.16節（39.19公里/小時）的最大速度，引擎輸出功率亦達到28,977匹馬力（21,608千瓦）。
鞍馬號則使用了傳統的四汽缸往復式蒸汽機，其指示馬力可達22,500匹（16,800千瓦），較早期艦艇多了2,000匹馬力。該艦使用與伊吹號相同的宮原式混燒鍋爐，不過總數為28座，也因此鞍馬號的煙囪數量較多。艦上的煤炭最大攜帶量為2,000噸與218噸的重油。

### 武裝
鞍馬級巡洋戰艦裝備了4門45倍徑12英吋第41年式艦砲。主砲被安裝於兩個由液壓驅動的雙聯裝炮塔中。主砲的俯仰角分別為−3°與+23°。雖然理論上主砲仰升至+13°時仍可正常裝填，但通常而言裝填時船員均會將主砲降至+5°的位置。主砲可發射386公斤的砲彈，炮口初速為850公尺/秒；穿甲彈的最大射程為22,000公尺。本級艦的次要武裝遠較早期艦艇來得強大，其中包含裝載於四個雙聯裝炮塔的45倍徑8英吋第41年式艦砲，艦體左右各有兩具炮塔。副炮的最大仰角為+30°，最大射程可達21,000公尺。副炮的砲彈重115公斤，炮口初速為760公尺/秒。

### 裝甲
鞍馬級巡洋戰艦的裝甲與早期艦艇相比有著長足的進步。炮塔間的水線裝甲帶厚達178毫米，但炮塔前後兩側僅有102毫米厚。水線裝甲帶上方、介於兩座8英吋艦砲砲塔間的區域覆蓋了一塊127毫米厚的裝甲，並為4.7英吋副炮炮座提供了良好的保護。炮塔正面裝甲為152毫米厚。主要裝甲帶的末端處與主炮炮座連接處設有一橫向安置的水密艙壁，其厚度約為25毫米。
主炮炮塔裝有厚達229毫米的裝甲板，不過炮塔頂部僅厚38毫米。8英吋副炮炮塔的裝甲則為6英吋厚。主炮炮座覆蓋著7英吋厚的裝甲，副炮炮座裝甲也有5英吋厚，但該結構在上部裝甲帶後方的裝甲厚度卻劇降至2英吋。全艦體的甲板均為2英吋（51毫米）。前司令塔兩側裝甲為8英吋厚，其與主甲板的通訊管道亦厚達7英吋。

## 同級艦
| 艦名   | 命名依據 | 建造者         | 鋪設龍骨      | 下水           | 竣工          | 命運         |
| ------ | -------- | -------------- | ------------- | -------------- | ------------- | ------------ |
| 鞍馬號 | 鞍馬山   | 橫須賀海軍工廠 | 1905年8月23日 | 1907年10月21日 | 1911年2月28日 | 1923年被拆解 |
| 伊吹號 | 伊吹山   | 吳海軍工廠     | 1907年5月22日 | 1907年11月21日 | 1909年11月1日 | 1923年被拆解 |

## 建造與服役歷史
鞍馬級巡洋戰艦兩艘同級艦的建造作業均因建造船塢缺乏相關設備、專業工人不足與低建造優先度等因素而被延宕。鞍馬號於1905年8月在橫須賀海軍工廠鋪設龍骨，但卻遲至1911年2月才完工；其冗長的建造時間主要是因為工廠將建造河內號與攝津號戰艦以及修復對馬海峽海戰後俘獲的俄國戰艦等作業列為優先，因而排擠了鞍馬號的施工時程。伊吹號的龍骨鋪設作業則需等待安藝號戰艦下水後才能騰出船架滑道供其使用。吳海軍工廠利用伊吹號工程延宕的空檔儲備了許多零件與原料，並因此創下自伊吹號鋪設龍骨至下水僅僅花了五個月的紀錄；該紀錄僅略遜於英國樸資茅斯海軍船塢在建造無畏號戰艦時自鋪設龍骨至下水僅費時四個月的驚人紀錄。將伊吹號與安藝號戰艦上的往復式發動機更換為渦輪引擎的決定在伊吹號下水後五天才被正式做成，而自那時起伊吹號的建造作業便優先於安藝號戰艦，因此伊吹號才得以在兩年內完工，並成為大日本帝國海軍內第一艘使用渦輪引擎的艦艇。事實上，安藝號戰艦的施工作業被暫停了約五個月以加速建造伊吹號巡洋戰艦，主要原因是前者的渦輪引擎較晚送達，而且巡洋艦較適合作為新科技的測試平台。
伊吹號於1911年前往泰國參加泰王拉瑪六世的加冕典禮。當第一次世界大戰於1914年8月爆發時，該艦艦長為加藤寛治大佐（かとう ひろはる）。該艦被派往新加坡協助英軍獵捕於東印度與印度洋地區活動的德意志帝國海軍輕巡洋艦埃姆登號。伊吹號接著於同年9月下旬被調往紐西蘭護衛運送澳紐軍團至地中海的運輸船團。當埃姆登號輕巡洋艦於11月9日在科科斯群島現蹤時，該艦接獲的命令是繼續護衛船團，艦長加藤為此相當不滿。澳洲皇家海軍的輕巡洋艦雪梨號則被派往追擊埃姆登號。護衛任務結束後，伊吹號被編入位於加羅林群島的第二南海分艦隊。該艦於1918年在吳市整裝，後於1922年被解除武裝，並於隔年在《華盛頓海軍條約》的規範下除役，隨後拆解。
鞍馬號於1911年6月24日前往英國參與英王喬治五世的加冕暨海上閱兵式。1914年8月戰爭爆發時，該建正停泊於橫須賀港，隨後被編入第一南海分艦隊以搜尋德意志帝國海軍所屬的東亞分艦隊。第一南海分艦隊於1914年9月14日離港，並於同年10月11日抵達楚克群島，隨後占領了加羅林群島。11月間，第一分艦隊奉命駐紮在斐濟蘇瓦以防東亞分艦隊重回太平洋中部。鞍馬號於1917年成為第二艦隊旗艦，又於翌年被調往第五艦隊。與其姊妹艦伊吹號一樣，鞍馬號於1922年被解除武裝，1923年除役後拆解。

## 腳註
1. ↑  Itani, Lengerer & Rehm-Takahara, p. 60
2. ↑  Itani, Lengerer & Rehm-Takahara, pp. 55, 60
3. 1 2 3 4 5  Preston, p. 194
4. ↑  Itani, Lengerer & Rehm-Takahara, p. 54
5. 1 2  Jentschura, Jung & Mickel, p. 78
6. ↑  Itani, Lengerer & Rehm-Takahara, p. 57
7. ↑  Itani, Lengerer & Rehm-Takahara, pp. 73–75
8. ↑  Itani, Lengerer & Rehm-Takahara, pp. 73, 76, 78
9. ↑  Itani, Lengerer & Rehm-Takahara, pp. 59, 73, 76
10. ↑  Itani, Lengerer & Rehm-Takahara, pp. 64, 67, 79
11. ↑  Friedman, p. 272
12. ↑  Itani, Lengerer & Rehm-Takahara, pp. 67–68
13. ↑  Friedman, p. 275
14. ↑  Itani, Lengerer & Rehm-Takahara, pp. 72–73
15. ↑  Itani, Lengerer & Rehm-Takahara, pp. 67–68, 72–73
16. 1 2 3 4  Gardiner & Gray, p. 233
17. ↑  Silverstone, p. 333
18. ↑  Itani, Lengerer & Rehm-Takahara, pp. 59–60, 79
19. ↑  Bullard, Steven (2008).
20. ↑  Schencking, p. 132
21. ↑  Corbett, p. 299
22. ↑  Hirama, p. 142
23. 1 2  Corbett, p. 409
24. ↑  "Japan Replacement Table" （页面存档备份，存于）.
25. ↑  "Great War Ships Pass in Review" （页面存档备份，存于）.
26. ↑  Corbett, p. 290
27. ↑  Halpern, p. 89
28. ↑  Sondhaus, p. 110

## 外部連結
- 维基共享资源上的相關多媒體資源：鞍馬級巡洋戰艦
- Japanese battleships, battlecruisers, and large cruisers （页面存档备份，存于） at hazegray.org